# Fahad Al-Muwallad
Fahad Mosaed Al-Muwallad (in arabo فهد المولد‎?; Gedda, 14 settembre 1994) è un calciatore saudita, attaccante dell'Al-Shabab e della nazionale saudita.

## Carriera

### Club

#### Al Ittihad
Il 7 febbraio 2012 fa il suo esordio nella Saudi Professional League nella sconfitta contro l'Al-Raed a soli 17 anni e 4 mesi.
La prima rete (ancora minorenne) arriva invece, qualche mese dopo, in agosto, nuovamente contro l'Al-Raed, è suo il momentaneo 1-1 nel 2-2 finale.

#### Levante
Nel gennaio 2018 insieme ad altri 8 calciatori sauditi approda in Spagna per un accordo commerciale e di valorizzazione dei giovani. Fahad nel caso viene mandato in prestito al Levante, in La Liga. Fa il suo esordio nel maggio successivo, subentrando a Enis Bardhi nella partita vinta 0-3 contro il Leganés.

#### Ritorno all'Al Ittihad
Terminato il prestito torna all'Al-Ittihād.

### Nazionale
Il 6 febbraio 2013 fa il suo esordio in nazionale maggiore. Realizza dopo 23 minuti il suo primo gol nella vittoria contro la Cina nella qualificazione per la Coppa di Asia. Viene convocato nella Coppa d'Asia 2015, edizione nella quale l'Arabia Saudita non supera i gironi. Dopo aver ottenuto l'accesso ai Mondiali 2018, è in rosa nel girone A insieme alla ospitante Russia, Uruguay ed Egitto. Anche in questo caso l'Arabia Saudita non supera i gironi.

## Statistiche

### Presenze e reti nei club
Statistiche aggiornate al 5 marzo 2017.
| Stagione          | Squadra           | Campionato        | Campionato | Campionato | Coppe nazionali | Coppe nazionali | Coppe nazionali | Coppe continentali | Coppe continentali | Coppe continentali | Altre coppe | Altre coppe | Altre coppe | Totale | Totale |
| Stagione          | Squadra           | Comp              | Pres       | Reti       | Comp            | Pres            | Reti            | Comp               | Pres               | Reti               | Comp        | Pres        | Reti        | Pres   | Reti   |
| ----------------- | ----------------- | ----------------- | ---------- | ---------- | --------------- | --------------- | --------------- | ------------------ | ------------------ | ------------------ | ----------- | ----------- | ----------- | ------ | ------ |
| 2011-2012         | Al-Ittihad        | SPL               | 2          | 0          | CPC             | 0               | 0               | ACL                | 4                  | 1                  | KCC         | 0           | 0           | 6      | 1      |
| 2012-2013         | Al-Ittihad        | SPL               | 21         | 7          | CPC             | 1               | 0               | -                  | -                  | -                  | KCC         | 5           | 2           | 27     | 9      |
| 2013-2014         | Al-Ittihad        | SPL               | 25         | 5          | CPC             | 3               | 2               | ACL                | 7                  | 2                  | SA+KCC      | 1+4         | 0+3         | 40     | 12     |
| 2014-2015         | Al-Ittihad        | SPL               | 21         | 7          | CPC             | 1               | 0               | -                  | -                  | -                  | KCC         | 3           | 3           | 25     | 10     |
| 2015-2016         | Al-Ittihad        | SPL               | 22         | 2          | CPC             | 3               | 0               | ACL                | 5                  | 1                  | KCC         | 2           | 0           | 32     | 3      |
| 2016-2017         | Al-Ittihad        | SPL               | 20         | 11         | CPC             | 3               | 2               | ACL                | 0                  | 0                  | KCC         | 0           | 0           | 23     | 13     |
| 2017-gen. 2018    | Al-Ittihad        | SPL               | 9          | 3          | -               | -               | -               | -                  | -                  | -                  | KCC         | 2           | 1           | 11     | 4      |
| gen.-giu. 2018    | Levante           | PD                | 2          | 0          | CR              | 0               | 0               | -                  | -                  | -                  | -           | -           | -           | 2      | 0      |
| 2018-2019         | Al-Ittihad        | SPL               | 21         | 11         | -               | -               | -               | ACL                | 5                  | 4                  | KCC+SS      | 3+1         | 1+0         | 30     | 16     |
| Totale Al-Ittihad | Totale Al-Ittihad | Totale Al-Ittihad | 141        | 46         |                 | 11              | 4               |                    | 21                 | 8                  |             | 21          | 10          | 194    | 68     |
| Totale carriera   | Totale carriera   | Totale carriera   | 143        | 46         |                 | 11              | 4               |                    | 21                 | 8                  |             | 21          | 10          | 196    | 68     |

### Cronologia presenze e reti in nazionale
| Cronologia completa delle presenze e delle reti in nazionale ― Arabia Saudita | Cronologia completa delle presenze e delle reti in nazionale ― Arabia Saudita | Cronologia completa delle presenze e delle reti in nazionale ― Arabia Saudita | Cronologia completa delle presenze e delle reti in nazionale ― Arabia Saudita | Cronologia completa delle presenze e delle reti in nazionale ― Arabia Saudita | Cronologia completa delle presenze e delle reti in nazionale ― Arabia Saudita | Cronologia completa delle presenze e delle reti in nazionale ― Arabia Saudita | Cronologia completa delle presenze e delle reti in nazionale ― Arabia Saudita |
| Data                                                                          | Città                                                                         | In casa                                                                       | Risultato                                                                     | Ospiti                                                                        | Competizione                                                                  | Reti                                                                          | Note                                                                          |
| ----------------------------------------------------------------------------- | ----------------------------------------------------------------------------- | ----------------------------------------------------------------------------- | ----------------------------------------------------------------------------- | ----------------------------------------------------------------------------- | ----------------------------------------------------------------------------- | ----------------------------------------------------------------------------- | ----------------------------------------------------------------------------- |
| 14-10-2012                                                                    | Al-Hasa                                                                       | Arabia Saudita                                                                | 3 – 2                                                                         | Rep. del Congo                                                                | Amichevole                                                                    | -                                                                             | Uscita                                                                        |
| 14-11-2012                                                                    | Riyad                                                                         | Arabia Saudita                                                                | 0 – 0                                                                         | Argentina                                                                     | Amichevole                                                                    | -                                                                             | 83’                                                                           |
| 6-1-2013                                                                      | Madinat 'Isa                                                                  | Arabia Saudita                                                                | 0 – 2                                                                         | Iraq                                                                          | Gulf Cup 2013 - 1º turno                                                      | -                                                                             | 81’                                                                           |
| 9-1-2013                                                                      | Madinat 'Isa                                                                  | Yemen                                                                         | 0 – 2                                                                         | Arabia Saudita                                                                | Gulf Cup 2013 - 1º turno                                                      | 1                                                                             |                                                                               |
| 12-1-2013                                                                     | Riffa                                                                         | Kuwait                                                                        | 1 – 0                                                                         | Arabia Saudita                                                                | Gulf Cup 2013 - 1º turno                                                      | -                                                                             | 57’                                                                           |
| 6-2-2013                                                                      | Riyad                                                                         | Arabia Saudita                                                                | 2 – 1                                                                         | Cina                                                                          | Qual. Coppa d'Asia 2015                                                       | 1                                                                             | 90+4’                                                                         |
| 17-3-2013                                                                     | Shah Alam                                                                     | Malaysia                                                                      | 1 – 4                                                                         | Arabia Saudita                                                                | Amichevole                                                                    | -                                                                             |                                                                               |
| 23-3-2013                                                                     | Giacarta                                                                      | Indonesia                                                                     | 1 – 2                                                                         | Arabia Saudita                                                                | Qual. Coppa d'Asia 2015                                                       | -                                                                             |                                                                               |
| 5-9-2013                                                                      | Riyad                                                                         | Arabia Saudita                                                                | 0 – 1                                                                         | Nuova Zelanda                                                                 | Amichevole                                                                    | -                                                                             |                                                                               |
| 9-9-2013                                                                      | Riyad                                                                         | Arabia Saudita                                                                | 1 – 3                                                                         | Trinidad e Tobago                                                             | Amichevole                                                                    | -                                                                             | 65’ 84’                                                                       |
| 15-10-2013                                                                    | Amman                                                                         | Iraq                                                                          | 0 – 2                                                                         | Arabia Saudita                                                                | Qual. Coppa d'Asia 2015                                                       | -                                                                             | 71’                                                                           |
| 15-11-2013                                                                    | Dammam                                                                        | Arabia Saudita                                                                | 2 – 1                                                                         | Iraq                                                                          | Qual. Coppa d'Asia 2015                                                       | -                                                                             |                                                                               |
| 19-11-2013                                                                    | Xi'an                                                                         | Cina                                                                          | 0 – 0                                                                         | Arabia Saudita                                                                | Qual. Coppa d'Asia 2015                                                       | -                                                                             | 75’                                                                           |
| 5-3-2014                                                                      | Dammam                                                                        | Arabia Saudita                                                                | 1 – 0                                                                         | Indonesia                                                                     | Qual. Coppa d'Asia 2015                                                       | 1                                                                             | 85’ 90+1’                                                                     |
| 24-5-2014                                                                     | Jerez                                                                         | Arabia Saudita                                                                | 0 – 4                                                                         | Moldavia                                                                      | Amichevole                                                                    | -                                                                             |                                                                               |
| 29-5-2014                                                                     | Jerez de la Frontera                                                          | Georgia                                                                       | 2 – 0                                                                         | Arabia Saudita                                                                | Amichevole                                                                    | -                                                                             |                                                                               |
| 10-10-2014                                                                    | Riyad                                                                         | Arabia Saudita                                                                | 1 – 1                                                                         | Uruguay                                                                       | Amichevole                                                                    | -                                                                             | 85’                                                                           |
| 14-10-2014                                                                    | Gedda                                                                         | Arabia Saudita                                                                | 1 – 1                                                                         | Libano                                                                        | Amichevole                                                                    | -                                                                             | 74’                                                                           |
| 6-11-2014                                                                     | Dammam                                                                        | Arabia Saudita                                                                | 2 – 0                                                                         | Palestina                                                                     | Amichevole                                                                    | 1                                                                             | 61’                                                                           |
| 13-11-2014                                                                    | Riyad                                                                         | Arabia Saudita                                                                | 1 – 1                                                                         | Qatar                                                                         | Gulf Cup 2014 - 1º turno                                                      | 1                                                                             | 59’ 80’                                                                       |
| 19-11-2014                                                                    | Riad                                                                          | Arabia Saudita                                                                | 1 – 0                                                                         | Yemen                                                                         | Gulf Cup 2014 - 1º turno                                                      | -                                                                             | 78’                                                                           |
| 23-11-2014                                                                    | Riyad                                                                         | Arabia Saudita                                                                | 3 – 2                                                                         | Emirati Arabi Uniti                                                           | Gulf Cup 2014 - Semifinale                                                    | -                                                                             | 63’                                                                           |
| 26-11-2014                                                                    | Riyad                                                                         | Arabia Saudita                                                                | 1 – 2                                                                         | Qatar                                                                         | Gulf Cup 2014 - Finale                                                        | -                                                                             | 78’                                                                           |
| 30-12-2014                                                                    | Melbourne                                                                     | Bahrein                                                                       | 4 – 1                                                                         | Arabia Saudita                                                                | Amichevole                                                                    | -                                                                             |                                                                               |
| 4-1-2015                                                                      | Parramatta                                                                    | Arabia Saudita                                                                | 0 – 2                                                                         | Corea del Sud                                                                 | Amichevole                                                                    | -                                                                             | 84’                                                                           |
| 14-1-2015                                                                     | Melbourne                                                                     | Corea del Nord                                                                | 1 – 4                                                                         | Arabia Saudita                                                                | Coppa d'Asia 2015 - 1º turno                                                  | -                                                                             | 82’                                                                           |
| 18-1-2015                                                                     | Melbourne                                                                     | Uzbekistan                                                                    | 3 – 1                                                                         | Arabia Saudita                                                                | Coppa d'Asia 2015 - 1º turno                                                  | -                                                                             | 90+2’                                                                         |
| 30-3-2015                                                                     | Dammam                                                                        | Arabia Saudita                                                                | 2 – 1                                                                         | Giordania                                                                     | Amichevole                                                                    | -                                                                             | 46’                                                                           |
| 3-9-2015                                                                      | Gedda                                                                         | Arabia Saudita                                                                | 7 – 0                                                                         | Timor Est                                                                     | Qual. Mondiali 2018                                                           | 1                                                                             | 68’                                                                           |
| 8-9-2015                                                                      | Kuala Lumpur                                                                  | Malaysia                                                                      | 1 – 2                                                                         | Arabia Saudita                                                                | Qual. Mondiali 2018                                                           | -                                                                             | 58’                                                                           |
| 17-11-2015                                                                    | Dili                                                                          | Timor Est                                                                     | 0 – 10                                                                        | Arabia Saudita                                                                | Qual. Mondiali 2018                                                           | 1                                                                             | 78’                                                                           |
| 24-3-2016                                                                     | Gedda                                                                         | Arabia Saudita                                                                | 2 – 0                                                                         | Malaysia                                                                      | Qual. Mondiali 2018                                                           | -                                                                             | 78’                                                                           |
| 29-3-2016                                                                     | Abu Dhabi                                                                     | Emirati Arabi Uniti                                                           | 1 – 1                                                                         | Arabia Saudita                                                                | Qual. Mondiali 2018                                                           | -                                                                             | 62’                                                                           |
| 24-8-2016                                                                     | Doha                                                                          | Arabia Saudita                                                                | 4 – 0                                                                         | Laos                                                                          | Amichevole                                                                    | -                                                                             | 46’                                                                           |
| 1-9-2016                                                                      | Riyad                                                                         | Arabia Saudita                                                                | 1 – 0                                                                         | Thailandia                                                                    | Qual. Mondiali 2018                                                           | -                                                                             | 63’                                                                           |
| 6-9-2016                                                                      | Shah Alam                                                                     | Iraq                                                                          | 1 – 2                                                                         | Arabia Saudita                                                                | Qual. Mondiali 2018                                                           | -                                                                             |                                                                               |
| 6-10-2016                                                                     | Riyad                                                                         | Arabia Saudita                                                                | 2 – 2                                                                         | Australia                                                                     | Qual. Mondiali 2018                                                           | -                                                                             | 67’                                                                           |
| 11-10-2016                                                                    | Gedda                                                                         | Arabia Saudita                                                                | 3 – 0                                                                         | Emirati Arabi Uniti                                                           | Qual. Mondiali 2018                                                           | 1                                                                             | 68’                                                                           |
| 15-11-2016                                                                    | Saitama                                                                       | Giappone                                                                      | 2 – 1                                                                         | Arabia Saudita                                                                | Qual. Mondiali 2018                                                           | -                                                                             | 57’                                                                           |
| 29-8-2017                                                                     | Al Ain                                                                        | Emirati Arabi Uniti                                                           | 2 – 1                                                                         | Arabia Saudita                                                                | Qual. Mondiali 2018                                                           | -                                                                             | 67’                                                                           |
| 5-9-2017                                                                      | Gedda                                                                         | Arabia Saudita                                                                | 1 – 0                                                                         | Giappone                                                                      | Qual. Mondiali 2018                                                           | 1                                                                             | 64’ 46’                                                                       |
| 23-3-2018                                                                     | Marbella                                                                      | Ucraina                                                                       | 1 – 1                                                                         | Arabia Saudita                                                                | Amichevole                                                                    | 1                                                                             |                                                                               |
| 27-3-2018                                                                     | Bruxelles                                                                     | Belgio                                                                        | 4 – 0                                                                         | Arabia Saudita                                                                | Amichevole                                                                    | -                                                                             | 69’                                                                           |
| 15-5-2018                                                                     | Siviglia                                                                      | Arabia Saudita                                                                | 2 – 0                                                                         | Grecia                                                                        | Amichevole                                                                    | -                                                                             | 74’                                                                           |
| 28-5-2018                                                                     | San Gallo                                                                     | Italia                                                                        | 2 – 1                                                                         | Arabia Saudita                                                                | Amichevole                                                                    | -                                                                             | 69’                                                                           |
| 3-6-2018                                                                      | San Gallo                                                                     | Arabia Saudita                                                                | 0 – 3                                                                         | Perù                                                                          | Amichevole                                                                    | -                                                                             | 77’                                                                           |
| 8-6-2018                                                                      | Leverkusen                                                                    | Germania                                                                      | 2 – 1                                                                         | Arabia Saudita                                                                | Amichevole                                                                    | -                                                                             | 62’                                                                           |
| 14-6-2018                                                                     | Mosca                                                                         | Russia                                                                        | 5 – 0                                                                         | Arabia Saudita                                                                | Mondiali 2018 - 1º turno                                                      | -                                                                             | 64’                                                                           |
| 20-6-2018                                                                     | Rostov                                                                        | Arabia Saudita                                                                | 0 – 1                                                                         | Uruguay                                                                       | Mondiali 2018 - 1º turno                                                      | -                                                                             | 78’                                                                           |
| 25-6-2018                                                                     | Volgograd                                                                     | Arabia Saudita                                                                | 2 – 1                                                                         | Egitto                                                                        | Mondiali 2018 - 1º turno                                                      | -                                                                             | 79’                                                                           |
| 10-9-2018                                                                     | Riad                                                                          | Arabia Saudita                                                                | 2 – 2                                                                         | Bolivia                                                                       | Amichevole                                                                    | -                                                                             |                                                                               |
| 16-11-2018                                                                    | Dammam                                                                        | Arabia Saudita                                                                | 1 – 0                                                                         | Yemen                                                                         | Amichevole                                                                    | -                                                                             | 59’                                                                           |
| 20-11-2018                                                                    | Amman                                                                         | Giordania                                                                     | 1 – 1                                                                         | Arabia Saudita                                                                | Amichevole                                                                    | 1                                                                             | 58’                                                                           |
| 31-12-2018                                                                    | Abu Dhabi                                                                     | Arabia Saudita                                                                | 0 – 0                                                                         | Corea del Sud                                                                 | Amichevole                                                                    | -                                                                             | 61’                                                                           |
| 8-1-2019                                                                      | Dubai                                                                         | Arabia Saudita                                                                | 4 – 0                                                                         | Corea del Nord                                                                | Coppa d'Asia 2019 - 1º turno                                                  | 1                                                                             |                                                                               |
| 12-1-2019                                                                     | Dubai                                                                         | Libano                                                                        | 0 – 2                                                                         | Arabia Saudita                                                                | Coppa d'Asia 2019 - 1º turno                                                  | 1                                                                             | 73’                                                                           |
| 17-1-2019                                                                     | Abu Dhabi                                                                     | Arabia Saudita                                                                | 0 – 2                                                                         | Qatar                                                                         | Coppa d'Asia 2019 - 1º turno                                                  | -                                                                             | 75’                                                                           |
| 21-1-2019                                                                     | Sharjah                                                                       | Giappone                                                                      | 1 – 0                                                                         | Arabia Saudita                                                                | Coppa d'Asia 2019 - Ottavi di finale                                          | -                                                                             | 55’                                                                           |
| 25-3-2021                                                                     | Riyad                                                                         | Arabia Saudita                                                                | 1 – 0                                                                         | Kuwait                                                                        | Amichevole                                                                    | -                                                                             | 60’                                                                           |
| 30-3-2021                                                                     | Riad                                                                          | Arabia Saudita                                                                | 5 – 0                                                                         | Palestina                                                                     | Qual. Mondiali 2022                                                           | 1                                                                             |                                                                               |
| 5-6-2021                                                                      | Riad                                                                          | Arabia Saudita                                                                | 3 – 0                                                                         | Yemen                                                                         | Qual. Mondiali 2022                                                           | 2                                                                             | 90+1’                                                                         |
| 11-6-2021                                                                     | Riad                                                                          | Arabia Saudita                                                                | 3 – 0                                                                         | Singapore                                                                     | Qual. Mondiali 2022                                                           | 1                                                                             |                                                                               |
| 15-6-2021                                                                     | Riad                                                                          | Arabia Saudita                                                                | 3 – 0                                                                         | Uzbekistan                                                                    | Qual. Mondiali 2022                                                           | -                                                                             | 90+2’                                                                         |
| 2-9-2021                                                                      | Riad                                                                          | Arabia Saudita                                                                | 3 – 1                                                                         | Vietnam                                                                       | Qual. Mondiali 2022                                                           | -                                                                             | 83’                                                                           |
| 7-9-2021                                                                      | Mascate                                                                       | Oman                                                                          | 0 – 1                                                                         | Arabia Saudita                                                                | Qual. Mondiali 2022                                                           | -                                                                             | 90+5’                                                                         |
| 7-10-2021                                                                     | Gedda                                                                         | Arabia Saudita                                                                | 1 – 0                                                                         | Giappone                                                                      | Qual. Mondiali 2022                                                           | -                                                                             | 87’                                                                           |
| 12-10-2021                                                                    | Gedda                                                                         | Arabia Saudita                                                                | 3 – 2                                                                         | Cina                                                                          | Qual. Mondiali 2022                                                           | -                                                                             |                                                                               |
| 11-11-2021                                                                    | Sydney                                                                        | Australia                                                                     | 0 – 0                                                                         | Arabia Saudita                                                                | Qual. Mondiali 2022                                                           | -                                                                             |                                                                               |
| 16-11-2021                                                                    | Hanoi                                                                         | Vietnam                                                                       | 0 – 1                                                                         | Arabia Saudita                                                                | Qual. Mondiali 2022                                                           | -                                                                             | 69’ 86’                                                                       |
| 27-1-2022                                                                     | Gedda                                                                         | Arabia Saudita                                                                | 1 – 0                                                                         | Oman                                                                          | Qual. Mondiali 2022                                                           | -                                                                             | 90+2’                                                                         |
| 1-2-2022                                                                      | Saitama                                                                       | Giappone                                                                      | 2 – 0                                                                         | Arabia Saudita                                                                | Qual. Mondiali 2022                                                           | -                                                                             | 55’                                                                           |
| 24-3-2022                                                                     | Sharja                                                                        | Cina                                                                          | 1 – 1                                                                         | Arabia Saudita                                                                | Qual. Mondiali 2022                                                           | -                                                                             | 75’                                                                           |
| 27-9-2022                                                                     | Murcia                                                                        | Arabia Saudita                                                                | 0 – 0                                                                         | Stati Uniti                                                                   | Amichevole                                                                    | -                                                                             | 66’                                                                           |
| 22-10-2022                                                                    | Abu Dhabi                                                                     | Arabia Saudita                                                                | 1 – 0                                                                         | Macedonia del Nord                                                            | Amichevole                                                                    | -                                                                             | 60’                                                                           |
| 30-10-2022                                                                    | Abu Dhabi                                                                     | Arabia Saudita                                                                | 0 – 0                                                                         | Honduras                                                                      | Amichevole                                                                    | -                                                                             |                                                                               |
| 6-11-2022                                                                     | Abu Dhabi                                                                     | Islanda                                                                       | 0 – 1                                                                         | Arabia Saudita                                                                | Amichevole                                                                    | -                                                                             | 68’                                                                           |
| 8-9-2023                                                                      | Newcastle upon Tyne                                                           | Arabia Saudita                                                                | 1 – 3                                                                         | Costa Rica                                                                    | Amichevole                                                                    | -                                                                             | 82’                                                                           |
| 13-10-2023                                                                    | Portimão                                                                      | Arabia Saudita                                                                | 2 – 2                                                                         | Nigeria                                                                       | Amichevole                                                                    | -                                                                             | cap 63’                                                                       |
| 4-1-2024                                                                      | Al Wakrah                                                                     | Arabia Saudita                                                                | 1 – 0                                                                         | Libano                                                                        | Amichevole                                                                    | -                                                                             |                                                                               |
| 5-9-2024                                                                      | Riad                                                                          | Arabia Saudita                                                                | 1 – 1                                                                         | Indonesia                                                                     | Qual. Mondiali 2026                                                           | -                                                                             | 89’                                                                           |
| 10-9-2024                                                                     | Dalian                                                                        | Cina                                                                          | 1 – 2                                                                         | Arabia Saudita                                                                | Qual. Mondiali 2026                                                           | -                                                                             | 72’                                                                           |
| Totale                                                                        |                                                                               | Presenze                                                                      | 81                                                                            |                                                                               | Reti                                                                          | 17                                                                            |                                                                               |

## Palmarès
- Coppa del Principe della Corona saudita: 1

Al-Ittihad: 2016-2017
- Coppa del Re dei Campioni: 2

Al-Ittihad: 2013, 2018